# Шомпени
Шомпени або Шом Пен (англ. The Shompen or Shom Pen) — корінний народ острова Великий Нікобар, який є частиною Андаманських і Нікобарських островів, Індія.

## Походження назви
Назва Шомпен ймовірно походить від помилкової англійської вимови нікобарського слова «Shamhap», яке означає назву племені. Шомпени, які живуть на західній частині острова називають себе Калай, а на східній частині — Кеєт. Обидві групи звертаються один до одного Буавела. 
 Імовірно в 1886 році шомпени називали себе Шаб Дава, але це не було підтверджено сучасними дослідниками.

## Історія відкриття

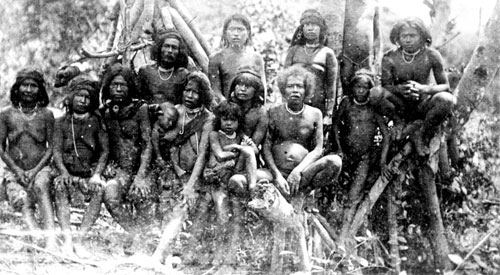
Шомпени у 1886 році.

До відкриття шомпенів у 1840-х роках немає достовірної інформації про цей народ. Данський адмірал Стін Білле був першим, хто вийшов на контакт з шомпенами в 1846 році. Британський офіцер Фредерік Адольф де Ропстофф, який вивчав мови Андаманських і Нікобарських островів, в 1876 році зібрав етнографічні та лінгвістичні дані Великого Нікобару і опублікував їх. Відтоді більше інформації про цей народ не з'являлося.
Після отримання Індією незалежності, доступ до Андаманських та Нікобраських островів був обмежений.
Цікаво, що шомпени вважають основний народ Великого Нікобару — нікобарців — «прибульцями». Це дозволяє стверджувати, що шомпени є аборигенами острова. На нікобарців вони антропологічно не схожі, — у них яскравіше виражені австралоїдні риси, менше — монголоїдні.

## Суспільство
Чисельність шомпенів, за переписом населення Індії 2011 року, становила 229 осіб. Вони є одним з офіційно зареєстрованих племен (англ. Scheduled Tribe) у цій країні. Села шомпенів А і Б (Shompen Village-A і Shompen Village-B) є постійним місцем проживання для більшості шомпенів. До цунамі 2004 року в цих селах проживало 103 і 106 осіб відповідно. Однак, після перепису населення у 2011 році, в цих селах залишилися 10 осіб в селі А і 44 людини в селі Б.
Шомпени живуть в маленьких хатинах без стін, з одягу носять тільки стегнову пов'язку, і спідницю — жінки. З прикрас жінки носять намиста з бамбука, намиста, вушні затички. Ходять босоніж. Раніше вони взагалі не носили одягу. З їжі вживають банани, кокоси, пандануси, рослини, м'ясо кабанів. Ведуть мисливсько-збіральницький тип господарства. З основної зброї — лук і стріла. Сагайдаки не використовують, стріли носять в руках. Також використовують чисельні списи, метальники, сокири.
Шомпени живуть в хижинах на 4 людини в селах з 4-5 сімей. У домашньому господарстві вирощують свиней і домашню птицю.
Наприкінці 1980-х року шомпени жили групами від 2 до 22 осіб, розкиданими по всій території острова.

## Мова
Шомпени спілкуються двома відомими нам мовами. Перша група говорить дуже близькою до нікобарської мовою, друга — особливою шомпенською мовою. Обидві належать до австроазійської сім'ї.

## Генетика
Після дослідження ДНК групи шомпенів, вчені прийшли до висновку, що за материнською лінією вони походять від індонезійців. Варіації в сегментах ДНК на Y-хромосомі визначили схожість з австроазійськими народами, в тому числі з нікобарцями та в'єтнамцями, але ніяк не з народами материкової Індії.
Інші дослідники припускають, що шомпени є «нащадками мезолітичних мисливців-збирачів», але дана версія не була підтверджена.